# Elaphoglossum rzedowskii
Elaphoglossum rzedowskii är en träjonväxtart som beskrevs av John T. Mickel. Elaphoglossum rzedowskii ingår i släktet Elaphoglossum och familjen Dryopteridaceae. Inga underarter finns listade.